# قرة وانلو
قرة وانلو هي قرية في مقاطعة كليبر، إيران. عدد سكان هذه القرية هو 561 في سنة 2006.